# Johann Christoph von Zabuesnig

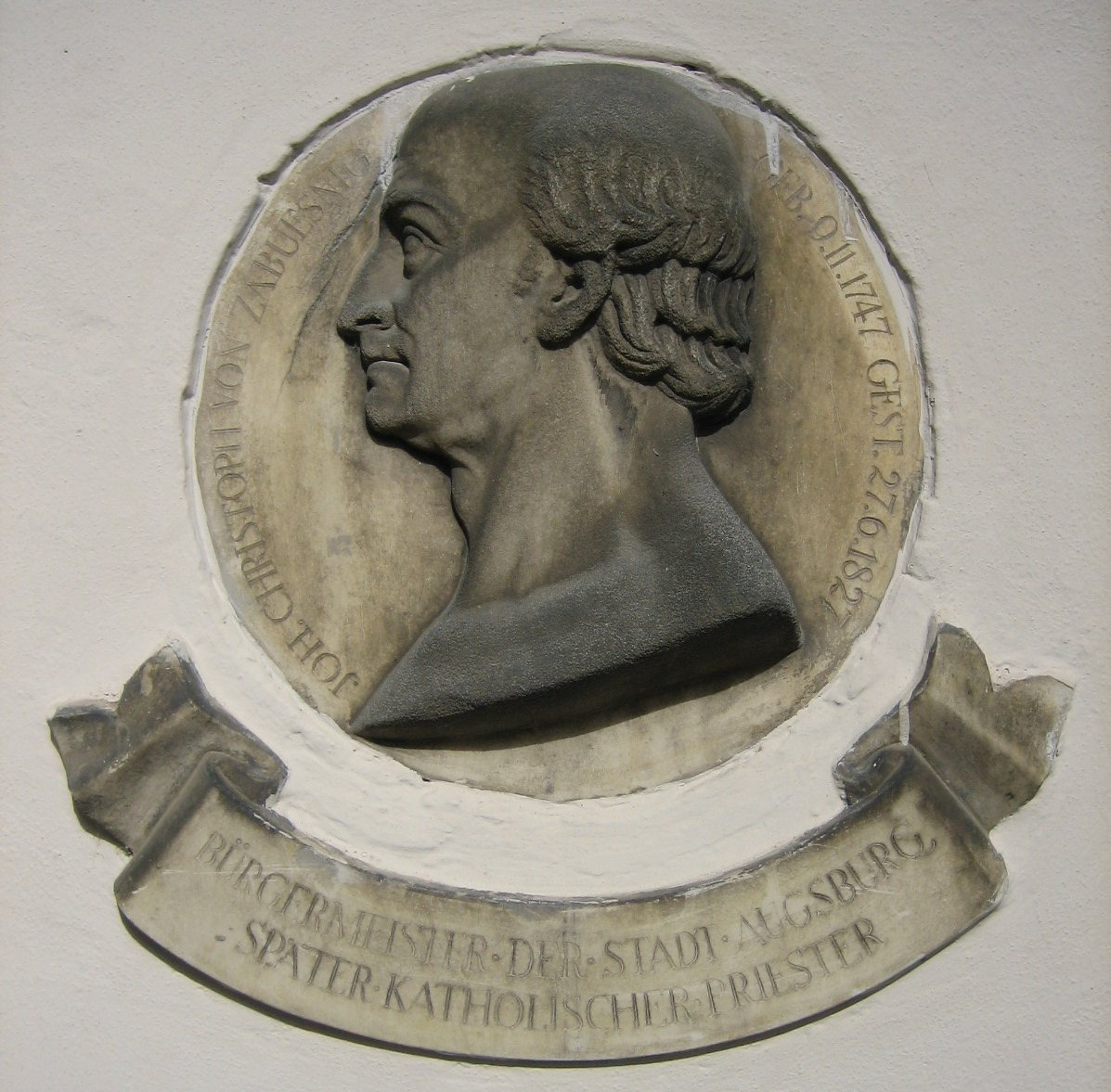
Epitaph Johann Christoph von Zabuesnigs an der Außenwand der St. Michaels-Kirche

Johann Christoph von Zabuesnig (* 9. November 1747 in Augsburg; † 27. Juni 1827 ebenda) war ein deutscher Schriftsteller, der von 1813 bis 1818 auch Bürgermeister der Stadt Augsburg war.

## Leben
Zabuesnig wurde als Sohn eines Galanteriewarenhändlers in Augsburg geboren. Er besuchte das Jesuitenkolleg St. Salvator und lebte seit 1765 in Paris und Triest. Im Jahr 1772 heiratete er die Tochter des Augsburger Buchhändlers und Verlegers J. A. Veith. Zabuesnig erregte Aufsehen, als er am 15. Februar 1796 als Wortführer der Kaufmannschaft gegen die Missstände der Patriziatsherrschaft im Großen Rat einen Vortrag hielt. Nach dem Übergang von Augsburg an Bayern zwischen 1807 und 1813 wurde er Bürgermeister der Stadt Augsburg. Am 24. April 1817 erhielt er die Priesterweihe, seine Frau, mit der er 15 Kinder hatte, war kurz zuvor gestorben. Zabuesnig veröffentlichte viele religiös-philosophische Werke. Außerdem veröffentlichte er noch Fabeln, Huldigungsgedichte, unter anderem auf Mozart, und Übersetzungen aus dem Französischen und Lateinischen.
Zabuesnig war der Unterstützer des einzigen öffentlichen Konzertes von Wolfgang Amadeus Mozart im Russischen Saal der Fuggerhäuser in Augsburg.